# Listă de personalități din orașul Iași
Aceasta este o listă alfabetică a personalităților născute în municipiul Iași:

## A
- Martin Abern (1898 - 1949), om politic comunist american;
- Vasile Adamachi (1817 - 1892), om politic, filantrop;
- Elena Albu (1949 - 2003), actriță de teatru și de film;
- Dimitrie Alexandrescu (1850 - 1925), profesor de Drept civil la Universitatea din Iași (1894-1925), decan al Facultății de Drept din Iași, procuror și avocat, considerat „întemeietorului studiului comparat de drept în România”;
- Emil Alexandrescu (1937 - 1992), inginer, primar al orașului, deputat;
- Ilinca Amariei (n. 2002), tenismenă;
- Jean Ancel (1940 - 2008), istoric evreu, român și israelian, specialist cu renume internațional;
- Cabiria Andreian Cazacu (n. 1928 d. 2018), matematician, membru de onoare al Academiei Române;
- Emil Andriescu (1930 - 1992), cel mai tânăr general din Armata Română;
- Ioan Andrieșescu (1888 - 1944), arheolog, membru al Academiei Române;
- Paul Anghel (1869 - 1937), medic chirurg, profesor universitar;
- Constantin I. Aramă (1919 - 2003), inginer, specialist în motoare cu ardere internă;
- Șerban Axinte (n. 1976), scriitor.

## B
- Vasile Balș (? - 1832), cărturar, om politic;
- Barbu Lăutaru (1780 - 1858), cântăreț și cobzar;
- Dan Bădărău (1893 - 1968), filozof, membru corespondent al Academiei Române;
- Narcis Bădic (n. 1991), fotbalist;
- Gheorghe Bănciulescu (1898 - 1935), pilot; a fost prima persoană care a pilotat un avion având proteze în loc de picioare;
- Alexandru Beldiman (1832 - 1898), jurnalist, publicist;
- Yehiel Berkovich (1855 - 1926), sionist evreu;
- Monica Bîrlădeanu (n. 1978), actriță;
- Jean Bobescu (1890 - 1981), violonist, dirijor și profesor, Artist al Poporului;
- George Bogdan (1859 - 1930), medic legist, profesor universitar, creatorul școlii de medicină legală ieșene;
- Octav Botez (1884 - 1943), critic și istoric literar;
- Gheorghe Brăescu (1871 - 1949), prozator și comediograf;
- Joseph Brociner (1846 - 1918), publicist, conducător al comunității evreiești din Iași, apoi din Galați;
- Simion Bughici (1914 - 1997), politician și diplomat;
- Grigore Mithridate Buiucliu (1840 - 1912), jurist, om politic;
- Theodor Buiucliu (1837 - 1897), pictor, profesor;
- Mihail Gheorghiu Bujor (1881 - 1974), avocat, ziarist și militant socialist;
- Teodor Burada (1839 - 1923), folclorist, etnograf și muzicolog, membru corespondent al Academiei Române;
- Cătălin Burlacu (n. 1977), jucător de baschet.

## C
- Liviu Cangeopol (n. 1954), scriitor, jurnalist, stabilit ulterior în SUA;
- Petre P. Carp (1837 - 1919), politician conservator;
- Lascăr Catargiu (1823 - 1899), om politic, premier timp de patru mandate;
- Alexandru Cazaban (1872 - 1966), scriitor (membru al Societății Scriitorilor Români, al Uniunii Scriitorilor R.P.R.), ziarist (membru al Sindicatului Ziariștilor din București), editor și conferențiar;
- Alexandru Călinescu (critic literar) (n. 1945), istoric literar, critic literar și publicist, fost disident;
- Mihail M. Cernea (n. 1931), sociolog și antropolog, membru titular al Academiei Române;
- Maria Chefaliady-Taban (1863 - 1932), pianistă, compozitoare;
- Mihai Chirica (n. 1971), politician, primar al orașului;
- Alexandru Cihac (1825 - 1887), filolog membru de onoare al Academiei Române;
- Sebastian Ciobanu (n. 1985), kickboxer;
- Ioana Ciolacu (n. 1982), designer de modă ;
- Antonin Ciolan (1883 - 1970), dirijor, membru fondator al Filarmonicii de Stat din Cluj;
- Petru Ciorbă (n. 1959), culturist, maestru al sportului;
- Alexandru Cișman (1897 - 1967), fizician, membru corespondent al Academiei Române;
- Ioan Ciurea (1840 - 1891), medic, unul din întemeietorii învățământului medical ieșean, și om politic, senator;
- Grigore Cobălcescu (1831 - 1892), geolog și paleontolog, membru titular al Academiei Române, creatorul școlii românești de geologie și geofizică;
- Mihai Codreanu (1876 - 1957), poet, dramaturg, avocat și traducător, membru corespondent al Academiei Române;
- Roxana Cogianu (n. 1986), canotoare medaliată cu bronz la Jocurile Olimpice de vară din 2016;
- Petru Comarnescu (1905 - 1970), critic literar, eseist, memorialist, jurnalist cultural și cunoscut anglicist;
- Petre Constantinescu-Iași (1892 - 1977),  istoric și om politic, comunist, membru titular al Academiei Române;
- Irina Constanziu-Vlassopol (1900 - 1979), prima femeie ofițer din Marina Comercială Română;
- Teodor Corban (n. 1957), actor de teatru, voce și film;
- Andrei Corbea Hoișie (n. 1951), diplomat, filolog, germanist, profesor universitar;
- Mioara Cortez (n. 1949), soprană, fostă prim-solistă a Operei Naționale Române din Iași;
- Viorica Cortez (n. 1935), mezzo-soprană, premiată la Festivalul „George Enescu”;
- Jean L. Cosmovici (1888 - 1952), pictor;
- Adrian Covic (n. 1967), medic;
- Valentina Cozma (n. 1963), handbalistă;
- Constantin Crengăniș (n. 1958), sculptor;
- Ioan Petru Culianu (1950 - 1991), istoric al religiilor, scriitor și eseist, stabilit în SUA;
- Neculai Culianu (1832 - 1915), matematician și astronom, membru corespondent al Academiei Române;
- Alexandru C. Cuza (1857 - 1947), om politic, profesor universitar, fondator și președinte al partidului Liga Apărării Național Creștine.

## D
- Gheorghe Dabija (1872 - 1957), general al Armatei României din Primul Război Mondial;
- Alexandra Dariescu (n. 1985), pianistă;
- Liviu Deleanu (1911 - 1967), poet;
- Dan Doboș (n. 1970), jurnalist, scriitor;
- Viorel Doboș (1917 - 1985), compozitor și dirijor, "Maestru Emerit al Artei";
- Dolphi Drimer (1934 - 2014), inginer și profesor universitar;
- Calinic Dumitriu (n. 1957), episcop;
- Nicolae Dunca (1837 - 1862), ofițer român și apoi american.

## E
- Joseph Edelstein⁠(d) (1858 - 1940), actor evreu;
- Sorel Etrog (1933 - 2014), sculptor, stabilit în Canada;

## F
- Florin Faifer (n. 1943),  critic literar, teatrolog si lexicograf;
- Alexandru Flechtenmacher (1823 - 1898), compozitor și muzicolog;
- Cristina Flutur (n. 1978), actriță;
- Benjamin Fondane (1898 - 1944), scriitor și critic literar;

## G
- Camelia Gavrilă (n. 1961), politician;
- Emil Gârleanu (1878 - 1914), scriitor, jurnalist;
- Leon Ghelerter (1873 - 1945), fruntaș al mișcării socialiste, doctor în medicină, ctitor de spitale, tribun și publicist;
- Dorin Gheorghiu (n. 1942), general;
- Miluță Gheorghiu (1897 - 1971), actor de teatru;
- Ioan Grigore Ghica (1830 - 1881), politician și diplomat;
- Nicolae Ghica-Budești (1869 - 1943), arhitect;
- Aurel Ghițescu (1895 - 1972), actor de teatru și film și profesor de artă dramatică; a primit titlul de Artist Emerit;
- Matila Ghyka (1881 - 1965), ofițer, scriitor, matematician;
- Alma Gluck (1884 - 1938), cântăreață de operă, stabilită în SUA;
- Dimitrie Greceanu (1859 - 1920), politician, ministru al Justiției și primar al orașului;
- Dimitrie Gusti (1880 - 1955), filosof, sociolog și etician, fondator al Muzeului Satului;
- Dimitrie Gusti (scriitor) (1818 - 1887), scriitor, om politic, ministru al Cultelor și Instrucțiunii, primar al Iașului.

## H
- Mendel Haimovici (1906 - 1973), matematician și mecanician, membru titular (din 1963) al Academiei Române;
- Spiru Haret (1851 - 1912), matematician, astronom, pedagog, membru titular al Academiei Române, reformator al Școlii românești;
- Dan Hăulică (1932 - 2014), eseist literar, critic de artă, membru corespondent (din 1993) al Academiei Române;
- Philip Herschkowitz (1906 - 1989), compozitor și muzicolog;
- Alexandru Hrisoverghi (1811 - 1837), poet;
- Horia Hulubei (1896 - 1972), fizician, membru titular al Academiei Române.

## I
- Mircea Radu Iacoban (n. 1940), dramaturg, prozator, scenarist;
- Ioan Ianov (1836 - 1903), scriitor, avocat, om politic, membru al Junimii, viceprimar al Iașilor;
- Ion I. Inculeț (1921 - 2011), inginer canadian de origine română, membru de onoare din străinătate al Academiei Române;
- Traian Ionașcu (1897 - 1981), jurist, profesor universitar, membru titular (din 1974) al Academiei Române;
- Ilarion Ionescu-Galați (n. 1937), violonist și dirijor român, dirijor și director onorific al Filarmonicii din Ploiești;
- Dan Irimiciuc (n. 1949), scrimer, laureat cu bronz la Montreal 1976;
- Ștefan Iureș (1931 - 2013), scriitor, traducător și eseist, reprezentant al realismului socialist.

## J
- Constantin Jiquidi (1865 - 1899), desenator și caricaturist;
- David Judelovitch (1863 - 1943), pedagog și literat, promotor al introducerii învățământului în ebraică.

## K
- Mihail Kogălniceanu (1817 - 1891), om politic, istoric, publicist, fost premier și președinte al Academiei Române;

## L
- Titus Lapteș (1903 - 1974), actor de teatru și film, artist emerit;
- Mihai Lazăr (n. 1986), jucător de rugby de performanță;
- George Lesnea (1902 - 1979), poet, traducător;
- Ovidiu Lipan-Țăndărică (n. 1953), muzician, compozitor și baterist, cunoscut ca membru formațiilor de muzică rock Roșu și Negru și Phoenix;
- Karpel Lippe (1830 - 1915), medic, participant la mișcarea sionistă;
- Isac Ludo (1894 - 1973), publicist, scriitor;
- Alin Lupeică (n. 1973), scrimer de performanță;
- Elena Lupescu (1896 - 1977), amanta și apoi soția lui Carol al II-lea;

## M
- Rodica Mandache (n. 1943), actriță;
- Marius Manole (n. 1978), actor la Teatrul Național București;
- Mioara Mantale (n. 1967), om politic, fost prefect al Bucureștiului;
- Lucia Mantu (1888 - 1971), profesoară de științe, editoare de carte și scriitoare;
- Sanda Marin (1900 - 1961), autoarea unei celebre cărți de bucate românești;
- Anamaria Marinca (n. 1978), actriță;
- Adrian Marino (1921 - 2005), eseist, critic literar, laureat al Premiului Herder;
- George G. Mârzescu (1876 - 1926),  om politic și jurist, care a îndeplinit funcția de primar al municipiului Iași;
- Constantin Meissner (1854 - 1942), pedagog, om politic, membru de onoare (1934) al Academiei Române;
- Olimpia Melinte (n. 1986), actriță;
- Catrinel Menghia (n. 1985), fotomodel;
- Lulu Mihăescu (n. 1968), actriță;
- Cătălin Mihuleac (n. 1960), publicist, autor de articole și pamflete;
- Constantin Mille (1861 - 1927), jurnalist, scriitor, activist pentru apărarea drepturilor omului;
- Elena Moșuc (n. 1964), soprană;
- Cristian Mungiu (n. 1968), regizor, producător și scenarist de film, laureat a diverse premii internaționale;
- Ostin Mungiu (n. 1941), medic; a introdus disciplina algeziologiei în România;
- Alina Mungiu-Pippidi (n. 1964), politolog și profesor universitar;
- Florica Musicescu (1887 - 1969), pianistă, una dintre fondatorii școlii române de pian.

## N
- Yaakov Nacht (1873 - 1959), rabin;
- Daniela Nane (n. 1971), actriță, fostă Miss România;
- Émile Natan (1906 - 1962), producător de film;
- Anton Naum (1829 - 1917), poet junimist, profesor universitar, membru titular (din 1893) al Academiei Române;
- Elena Negreanu (1918 - 2016), actriță și regizoare;
- Costache Negri (1812 - 1876), scriitor, om politic și patriot;
- Iacob Negruzzi (1842 - 1932), scriitor, politician, membru titular al Academiei Române;
- Leon Negruzzi (1840 - 1890), scriitor și primar al municipiului Iași;
- Bernardo Neustadt (1925 - 2008), jurnalist, stabilit ulterior în Argentina;
- Liviu Nicolaescu (n. 1964), matematician;
- Margareta Niculescu (n. 1926), artist păpușar, profesor, regizor și director de teatru;
- Ion Niculi (1887 - 1979), politician comunist, care a deținut funcția de vicepreședinte al Prezidiumului Republicii Populare Române.

## O
- Anastasie Obregia (1864 - 1937), chimist român, profesor la Universitatea din Iași;
- Gheorghe Onișoru (n. 1963), istoric român, fost președinte al (CNSAS).

## P
- George Emil Palade (1912 - 2008), medic, om de știință, laureat al Premiului Nobel pentru Medicină;
- Theodor Pallady (1871 - 1956), pictor, membru al Academiei Române;
- Petre P. Panaitescu (1900 - 1967), istoric și filolog, membru corespondent (din 1934) al Academiei Române;
- Scarlat Panaitescu (1867 - 1938), general, membru corespondent al Academiei Române;
- Daniel Pancu (n. 1977), fotbalist;
- Octav Pancu-Iași (1929 - 1975), scriitor, publicist și scenarist, autor de literatură pentru copii;
- Ermil A. Pangrati (1864 - 1931), arhitect, politician și ministru;
- Ioan D. Pastia (1861 - 1877), erou al Războiului de Independență;
- Sevilla Pastor (1906 - 1981), actriță;
- Magda Petrovanu (1923 - 2008), chimist, profesor universitar și inventator;
- Alexandru A. Philippide (1900 - 1979), scriitor, traducător, membru titular al Academiei Române;
- Margareta Pogonat (1933 - 2014), actriță de teatru și film;
- Vasile Pogor (1833 - 1906), om politic, publicist și poet român, care a îndeplinit în mai multe mandate funcția de primar al municipiului Iași;
- Cornel Popa (fotbalist) (1935 - 1999), fotbalist;
- Mihaela Popa (n. 1962), profesor, politician, deputat;
- Tudorel Popa (1925 - 1978), actor de teatru și film;
- Alecu Popovici (1927 - 1997), scriitor;
- Constantin Popovici (1938 - 1995), sculptor;
- Constantin C. Popovici (1878 - 1956), matematician și astronom, membru de onoare al Academiei Române.

## R
- Emil Racoviță (1868 - 1947), savant, explorator, speolog și biolog român, considerat fondatorul biospeologiei, președinte al Academiei Române;
- Osvald Racoviță (1887 - 1974), jurist și om politic, care a îndeplinit în două rânduri funcția de primar al municipiului Iași;
- Radu, Principe al României (n. 1960), actor, soțul principesei Margareta a României;
- Theodor Râșcanu (1888 - 1952), scriitor, publicist, jurnalist, genealogist și memorialist;
- Raluca Ripan (1894 - 1972), chimistă, membră titulară a Academiei Române;
- Maria Cicherschi Ropală (1881 - 1973), medic, profersor universitar de Medicină legală la Facultatea de Medicină din Iași, prima femeie medic legist din lume;
- Meir Rosenne (1931 - 2015), jurist și diplomat israelian, originar din România;
- Radu Rosetti (1853 - 1926), scriitor, politician, istoric și genealogist;
- Theodor Rosetti (1837 - 1923), publicist, om politic, premier și membru de onoare al Academiei Române;
- Iosif Ross (1899 - 1976), grafician și caricaturist;
- Ludovic Russ junior (1849 - 1911), medic, director la diverse spitale.

## S
- Emilia Saulea (1904 - 1998), geolog, membru de onoare (1993) al Academiei Române;
- Iosif Sava (1933 - 1998), muzicolog și realizator de emisiuni radio;
- Mircea Ion Savul (1895 - 1964), geolog și membru titular al Academiei Române;
- Gheorghe Săulescu (1799 - 1875), filolog și poet, unul dintre promotorii învățământului național din Moldova;
- Gheorghe Scheletti (1836 - 1887), pianist și compozitor, profesor de pian la Conservatorul de muzică din Iași;
- Dorel Schor (n. 1939), scriitor umorist, gazetar și cronicar plastic;
- Elan Schwartzenberg (n. 1967), om de afaceri, fost soț al Mihaelei Rădulescu;
- Elias Schwarzfeld (1855 - 1915), istoric, eseist, jurnalist;
- Moses Schwarzfeld (1857 - 1943), folclorist, publicist și traducător, bunicul lui Benjamin Fondane;
- Eugen Segal (1933 - 2013), chimist, membru al Academiei Române;
- Dov Seltzer (n. 1932), compozitor și dirijor, laureat al Premiului de stat al Israelului (Premiul Israel);
- Charlotte Sibi (1901 - 1989), profesoară de franceză;
- Vlăduț Simionescu (n. 1990), judoka olimpic;
- Matei Socor (1908 - 1980), compozitor comunist și dirijor, membru corespondent al Academiei Române;
- Cassian Maria Spiridon (n. 1950), poet, eseist, director și editor, revoluționar;
- Constantin Stamati (1786 - 1869), scriitor, membru fondator al Societății Academice Române;[1]
- George Sterian (1860 - 1936), arhitect, urbanist, decorator, restaurator și publicist;
- Cosmina Stratan (n. 1984), actriță;
- Dimitrie Sturdza[2] (n. 1938), om de afaceri, filantrop și fost jucător de tenis, deținător al brandului elvețian „Déesse”;
- Grigore M. Sturdza (1821 - 1901), prinț, fiul domnitorului Mihail Sturdza;
- Mihail Sturdza (1794 - 1884), domnitor al Moldovei în perioada 1834 - 1849;
- Lucia Sturdza-Bulandra (1873 - 1961), actriță de teatru;
- Rodica Sutzu (1913 - 1979), compozitoare, pianistă;
- Alexandru Grigore Suțu (1837 - 1895), profesor universitar, membru a mai multor societăți ștințifice și culturale.

## Ș
- Elias Șaraga (1859 - 1939), librar, editor și anticar;

## T
- Teodor Tăutu (1868 - 1937), general;
- Ionel Teodoreanu (1897 - 1954), romancier și avocat;
- Horia-Nicolai Teodorescu (n. 1951), inginer, profesor universitar, membru titular al Academiei Române.
- Alexandru Timotin (1925 - 2007), inginer, membru titular al Academiei Române;
- Bianca Tiron (n. 1995), handbalistă.

## Ț
- Iancu Țucărman (n. 1922 - d. 2021, București), supraviețuitor al Pogromului de la Iași, penultimul supraviețuitor al "Trenului Morții" Iași-Podu Iloaiei.
- Louis Țurcanu (1919 - 1990), medic pediatru; Spitalul de copii din Timișoara îi poartă numele.

## U
- Mihai Răzvan Ungureanu (n. 1968), politician, fost premier.
- Nicolae Ursulescu (n. 1943), istoric și arheolog, profesor universitar doctor la Facultatea de Istorie din cadrul Universității Alexandru Ioan Cuza.

## V
- Radu Varia (n. 1940), critic și istoric de artă;
- Iulia Vântur (n. 1980), prezentatoare de televiziune, actor și model;
- Scarlat Vârnav (1851 - 1919), inginer și om politic, specializat în administrație publică;
- Nicolae Veniaș (1902 - 1978), actor de teatru și film;
- Ioana Vișan (1978 - 2016), scriitoare de science-fiction și fantasy;
- Nicolae Vogoride (1820 - 1863), caimacam (locțiitor, regent) la conducerea Moldovei;
- Lascăr Vorel (1879 - 1918), pictor.

## X
- Adela Xenopol (1861 - 1939), scriitoare;
- Alexandru D. Xenopol (1847 - 1920), istoric, filosof, economist, pedagog, sociolog, scriitor, membru al Academiei Române;
- Nicolae Xenopol (1858 - 1917), critic literar, eseist, om de cultură, diplomat, politician și ministru, ambasador.

## Z
- Florin Zalomir (n. 1981), sabrer, vicecampion olimpic, campion mondial și campion european;
- Ioan Zugrăvescu (1910 - 1989), chimist, membru corespondent al Academiei Române.

## Alte persoane legate de municipiul Iași
- Nicolae Beldiceanu (1844 - 1896), scriitor.
- Gheorghe I. Brătianu (1898 - 1953) - istoric, om politic, profesor universitar, fiul lui Ion I.C. Brătianu.
- Emil Brumaru (n. 1938), scriitor;
- Antioh Cantemir, domnitor al Moldovei;
- Petre Hârtopeanu (1913 - 2001) - pictor româno-german, profesor și decan la Academia de Arte Frumoase din Iași; a emigrat în Germania în 1970
- Andrei Cosmovici (1927 - 2013), psiholog și profesor universitar la Universitatea „Alexandru Ioan Cuza” din Iași;
- Adrian Neculau (1938 - 2012), profesor emerit al Universității „Alexandru Ioan Cuza” din Iași;
- Alexandru Philippide (1859 - 1933), bibliotecar, profesor universitar, considerat întemeietorul școlii lingvistice ieșene, membru titular al Academiei Române;
- Dimitrie A. Sturdza (1833 - 1914), om politic, premier, președinte al Academiei Române;
- Liviu Antonesei (n. 1953), scriitor, om politic, profesor universitar;
- Dan Lungu (n. 1969), scriitor, politician, profesor universitar la Universitatea „Alexandru Ioan Cuza” din Iași;
- Stela Teodorescu (1926 - 2008), psiholog, profesor universitar, prorector al Universității „Alexandru Ioan Cuza” din Iași;
- Mihail Galino (1831 - 1897), actor de teatru, profesor la Conservatorul din Iași.

## Vezi și
- Cimitirul „Eternitatea” din Iași